# Joke van der Meer
Johanna Helena Brigitta (Joke) van der Meer (Naaldwijk, 2 december 1943) is een voormalig PvdA-politicus, was onder meer lid van de Eerste Kamer en lid van de Raad van State.

## Loopbaan
Na de mulo-a, hbs-a en de middelbare handelsschool te hebben doorlopen en haar propedeuse economie aan de Erasmus Universiteit Rotterdam te hebben gehaald, studeerde Van der Meer in 1975 af in de rechten (staatsrecht en privaatrecht) aan de Erasmus Universiteit. Daarnaast heeft ze een middenstandsdiploma en een MBA gehaald.
Daarvoor was ze al actief als ambtenaar bij de gemeente Naaldwijk (1961-1965), het ABP (1965/1966) en de gemeente Maassluis (1966-1972). Na in 1974 lid te zijn geworden van de PvdA werd ze op 20 september 1977 in de Eerste Kamer gekozen. Ze was al enige tijd lid geweest van de Rijnmondraad (tot 1981).
In de Eerste Kamer was ze namens de PvdA-fractie woordvoerder voor achtereenvolgend justitie, binnenlandse zaken en financiën. Van 1980-1981 was ze vicevoorzitter van de vaste commissie voor justitie, en van 1981-1992 was ze voorzitter van de vaste commissie voor binnenlandse zaken. Daarna was ze tot haar afscheid als Kamerlid in 1992 vicevoorzitter van de vaste commissie voor financiën. Van 1980 tot 1986 was ze fractiesecretaris.
In 1990 werd Van der Meer benoemd tot Ridder in de Orde van de Nederlandse Leeuw. In 1992 werd ze lid van de Raad van State in buitengewone dienst, op 15 mei 2000 werd ze benoemd tot voltijds Staatsraad. Op 1 januari 2014 trad ze af als staatsraad omdat ze de leeftijd van 70 had bereikt. Daarnaast is ze lid geweest van enige besturen/raden van toezicht van stichtingen met een achtergrond in de zorg.
- Parlement.com: vg09llicdkc3